# 須走道路
- 日本の道路 > 一般国道 > 国道138号 > 須走道路

須走道路（すばしりどうろ）は、静岡県の駿東郡小山町から御殿場市に至る、延長3.8 km（キロメートル）の国道138号のバイパス道路である。

## 概要
東富士五湖道路・御殿場バイパスと共に、中央自動車道と新東名高速道路・東名高速道路をつなぎ、一体となって高速ネットワークを形成する自動車専用道路である。
当該道路は慢性化する国道138号現道の交通渋滞緩和、交通事故削減による安全確保、災害に強い道路機能の確立、物流効率化による地域活性化の支援を目的とする、ほぼ全線が高架橋の道路である。同じく自動車専用道路として整備される御殿場バイパス西区間と共に、中央自動車道（富士吉田線）や東富士五湖道路の実質的な延伸部として整備され、これにより日本有数の幹線道路である中央自動車道（本線）と新東名高速道路が自動車専用道路のみで結ばれる事によって広域的なネットワークが完成。リダンダンシー効果により一方が通行止めなどになった際などに本道路が迂回路の一部として機能する事が見込まれる。

### 路線データ
- 起点：静岡県駿東郡小山町須走（須走IC）
- 終点：静岡県御殿場市水土野（水土野IC）
- 全長：約3.8 km
- 規格：第1種第3級
- 標準道路幅員：20.5 m
- 車線数：暫定2車線（完成4車線）
- 車線幅員：3.5 m
- 設計速度：80 km/h

## 歴史
1969年（昭和44年）に静岡県・山梨県の富士東麓の沿線首長で構成される「東名・中央連絡道路建設促進期成同盟」が発足し、以降バイパス道路の整備を再三にわたり陳情。1985年度（昭和60年度）にようやく事業化され、1991年（平成3年）7月29日に東富士五湖道路に接続する1.1 kmの区間が暫定2車線で開通したが、のちに事業休止となった。1994年度（平成6年度）に都市計画が決定され、期成同盟に加え2007年（平成19年）5月には「環富士山火山防災連絡会」が国道138号バイパスの整備を要望した。国土交通省による費用便益分析の結果、B/C=3.0と道路整備の効果が十分に見込まれた事から2008年度（平成20年度）に再び須走道路3.8 km区間が新規事業化された。
事業化以降は供用済み道路で拡幅工事が進められる起点寄り1.1 kmを1工区、新規に建設される残りの終点寄り2.7 kmを2工区とに分け、それぞれ道路・橋梁設計や用地調査・買収、改良工を推進。2013年（平成15年）12月には世界遺産である富士山に相応なデザインを検討する「道路デザイン検討委員会」が発足し、専門家と地元関係者が“富士山を引き立てる名脇役”をコンセプトとする自然景観に調和したデザインについての指針をまとめた。
国土交通省沼津河川国道事務所は2019年（令和元年）10月11日、須走道路および隣接する御殿場バイパス西区間について2020年度（令和2年度）に暫定2車線での開通とする見通しを発表した。その後、2021年（令和3年）2月19日に、IC・JCT名の正式決定と同年4月10日の本道路および御殿場バイパス(西区間) 水土野IC - ぐみ沢ICおよび新東名高速道路新御殿場IC - 御殿場JCTとの同日開通を公表した。

## インターチェンジ
- 全区間静岡県に所在。
- 路線名の特記がないものは市道。
- 英略字は以下の項目を示す。
IC：インターチェンジ、JCT：ジャンクション

| 施設名                                  | 接続路線名                                  | 備考                 | 所在地   |
| --------------------------------------- | ------------------------------------------- | -------------------- | -------- |
| E68 東富士五湖道路 山中湖・富士吉田方面 |                                             |                      |          |
| 須走IC                                  | 国道138号                                   | 道の駅すばしりに近接 | 小山町   |
| 須走口南IC                              | 国道138号 静岡県道150号足柄停車場富士公園線 | 御殿場方面出入口     | 小山町   |
| 水土野IC                                |                                             |                      | 御殿場市 |
| 御殿場バイパス(西区間)                  |                                             |                      |          |